# Амалия Бранденбургская
Амалия Бранденбургская (1 октября 1461 года, Плассенбург — 3 сентября 1481 года, Баден-Баден) — старшая дочь курфюрста Бранденбурга Альбрехта III, в замужестве пфальцграфиня и герцогиня Пфальц-Цвейбрюккена и Фельденца.
Амалия была старшей дочерью и вторым ребёнком во втором браке Альбрехта III с Анной, дочерью курфюрста Саксонии Фридриха II. В возрасте четырёх лет Амалия была обручена с Каспаром, пфальцграфом Цвейбрюккена после того как её старшая единокровная сестра Маргарита из-за болезни разорвала помолвку с ним. Брак был заключен 19 апреля 1478 года в Цвейбрюккене. По случаю брака Амалия получила в пожизненное пользование замок Нойкастел, Бергцаберн, Аннвайлер, Херксхайм, Фалькенбург и Хаслох. Брак был бездетным.
Когда у Каспара проявились признаки «безумия», Амалия покинула мужа и вернулась к отцу. Не достигнув двадцатилетия, Амалия серьёзно заболела, отправилась в Баден-Баден на воды, где и скончалась. Из-за владений, перешедших к Амалии по случаю брака, разгорелась борьба между Каспаром и его отцом Людвигом I, требовавшим возвращения владений.